# Fontanna (żonglerka)
Fontanna – trik żonglerski, który często jest używany do żonglowania parzystą liczbą przedmiotów. W fontannie każda ręka działa oddzielnie, przedmioty nie są przerzucane pomiędzy rękami. Dla przykładu w fontannie z czterema piłkami każda ręka żongluje dwiema niezależnie.
Fontanna może być synchroniczna lub asynchroniczna. W synchronicznej ręce podrzucają piłki w tym samym czasie, w asynchronicznej występuje pewien odstęp.
Fontanna jest najczęściej używana w przypadku parzystej liczby obiektów.